# HD 162757
HD 162757，又名BD-10 4560，SAO 160885、HR 6666，是一颗恒星，视星等为6.18，位于銀經16.45，銀緯7.7，其B1900.0坐标为赤經17h 47m 30.1s，赤緯-10° 7.7′ 30″。